# قدم‌جای
قَدَم‌جای (به لاتین: Kadamjay) یک روستا در قرقیزستان است که در استان بادکند واقع شده‌است.
این روستا بزرگ‌ترین روستای شهرستان قدم‌جای است اما مرکز آن نیست.

## خصوصیات
قدم‌جای  ۶٬۷۳۲ نفر جمعیت دارد و ۱٬۰۳۰ متر بالاتر از سطح دریا واقع شده‌است.